# Mirella Izzo
Mirella Izzo (Genova, 23 aprile 1959 – 12 luglio 2023) è stata un'attivista italiana, considerata tra i personaggi di riferimento del panorama transessuale italiano. Impegnata nella tutela dei diritti civili e umani delle persone transessuali, anche a livello politico, è fondatrice di Crisalide AzioneTrans ONLUS, che presiedette dal 1999 al 2006. Essa stessa transessuale, si autodefinisce «pansessuale» e «lesbica».

## Biografia
È nata a Genova nel 1959. Fin dall'infanzia avvertì un costante disagio rispetto al genere di nascita - aumentato a causa della precoce mascolinizzazione dovuta a trattamenti con steroidi anabolizzanti - e da difficoltà di relazione con gli altri bambini maschi, accompagnata a fantasie sessuali fin dall'età di sei anni. Non sapendo comprendere l'origine del proprio disagio, sperimentò molte situazioni spesso estreme: a 14 anni iniziò a militare nel movimento anarchico e visse in prima fila il movimento del Settantasette e fumò per la prima volta la cannabis; progettò anche di abbandonare la famiglia per vivere in un appartamento in comune con gli amici. Intorno ai 15-16 anni sperimentò l'LSD e aderì al movimento underground italiano Re Nudo; a 17 anni conobbe il maestro spirituale Osho e prese il sannyas diventando un cosiddetto Arancione. Fu impedita a recarsi in India per trovare il maestro a causa della sua minore età. Ancora minorenne conobbe una transessuale dalla quale fu iniziata alla sessualità, sia attiva che passiva; a 20 anni ebbe il suo primo rapporto eterosessuale completo.
A causa della forte conflittualità nella sua sfera sessuale fin dall'età di 17 anni aveva assunto psicofarmaci contro l'esaurimento nervoso; uno di essi, a base di sulpiride, normalmente indicato alle donne, gli provocò una ginecomastia (anomalo sviluppo delle mammelle in un corpo maschile). Le conflittualità cessarono dopo il matrimonio, avvenuto a 26 anni: questo, giunto al termine di una psicoterapia durata circa un anno, ebbe come risultato l'abbandono dei farmaci e la fine dello stato di esaurimento. Il matrimonio in sé, comunque, si rivelò fallimentare per via dei differenti background culturali della coppia: sua moglie era infatti rigidamente cattolica, e la sua personalità mal si conciliava con la propria, sempre desiderosa di sperimentare nuove situazioni.
I primi "indizi" di transessualismo furono anche quelli che segnarono la fine del matrimonio: preceduti da travestitismo e fantasie femminili, quando si manifestarno appieno portarono alla separazione e alla perdita di tutti gli amici; dopo un decennio in cui la sua sessualità fu più o meno rimossa e caratterizzato da frequentazioni eterosessuali, nel 1998 giunse la definitiva presa di coscienza e l'inizio del cammino di transizione dal sesso maschile a quello femminile. Questo comportò problemi sia in famiglia che sul lavoro (all'epoca era dipendente delle Poste), ambiente nel quale fu costretta a subìre mobbing per circa un triennio. Nel 1999, nel pieno della terapia ormonale per la transizione, fondò l'associazione Crisalide AzioneTrans come circolo genovese di ArciTrans; cofondatore fu Matteo Manetti, a sua volta in transizione da donna a uomo.

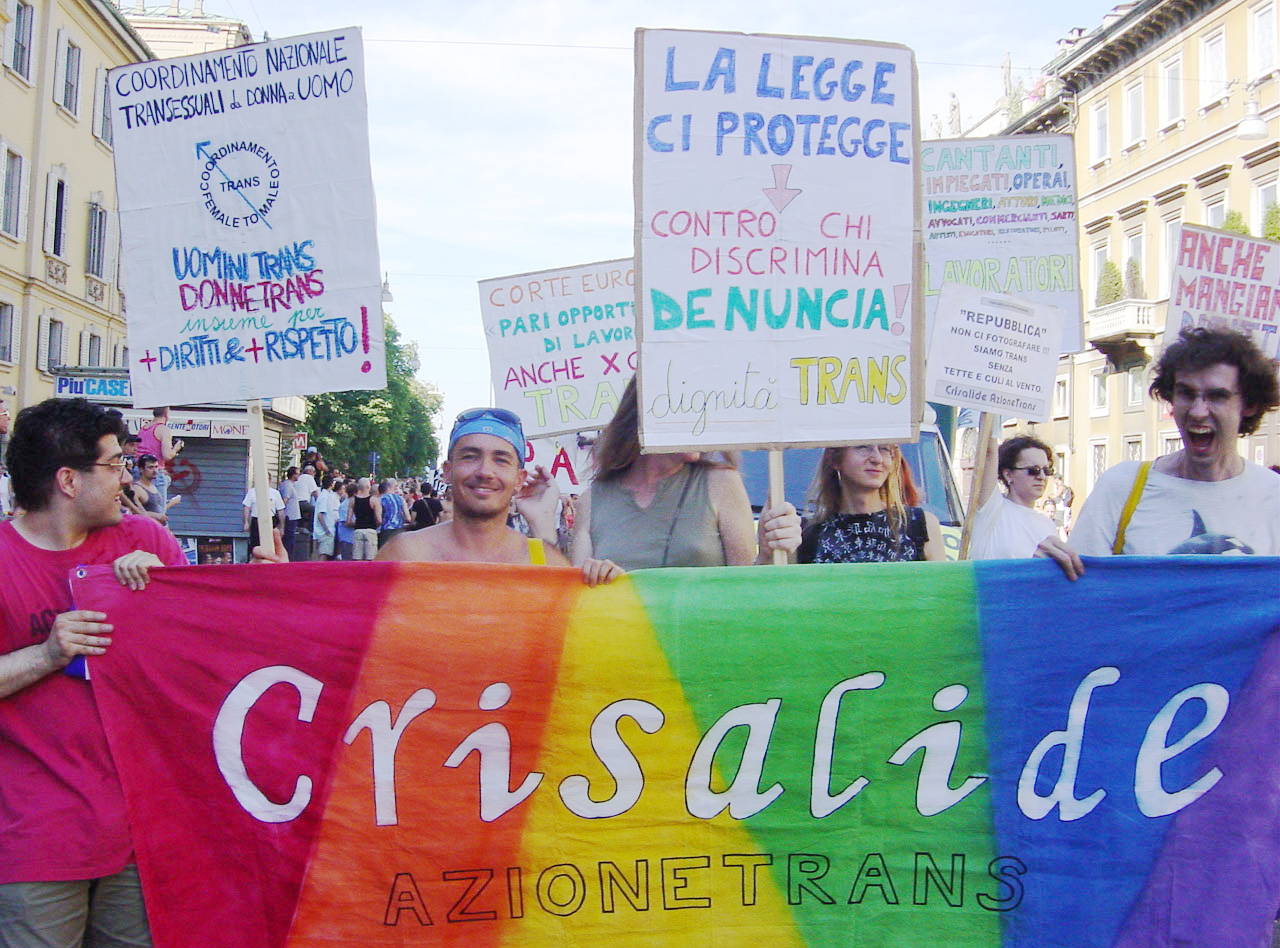
Manifestazione di Crisalide AzioneTrans durante il Gay pride 2004 a Milano

Mirella Izzo rivendica di essere stata la prima a portare in Italia il sostantivo transfobia (dall'inglese Transphobia) nel 2005, nell'intento di introdurre un termine che sottolineasse caratteristiche, analogie e differenze rispetto al più diffuso "omofobia". Vari sono stati gli atti intrapresi da Mirella Izzo come presidente di Crisalide: tra i primi in ordine di tempo figura la proposta (maggio 2000) di detassazione delle pratiche legali per la rettifica anagrafica e sessuale. La proposta fu accolta dal deputato Maura Cossutta che intraprese l'iter legislativo per farla diventare legge, successivamente approvata alla fine dell'anno tramite decreto presidenziale.
Nel 2005, successivamente all'approvazione della Gender Recognition Act, legge britannica che consente la modifica di nome proprio e indicativo di genere a prescindere da interventi chirurgici genitali, lanciò a tutte le associazioni GLBT italiane un appello pubblico ad abbandonare l'istanza della cosiddetta "piccola soluzione" che, a imitazione di una vecchia legge tedesca, permette il solo cambio di nome e non di genere in assenza di intervento chirurgico sui genitali, e di abbracciare l'istanza di una legge all'inglese anche per l'Italia. Nel 2006, in seguito a diagnosi di fibromialgia, si dimise dalla carica di presidente di Crisalide, mantenendo però quella di presidente onoraria. A causa di ciò chiese anche la messa in quiescenza dal lavoro per cause invalidanti.
Più recentemente ha proposto la riforma degli standard diagnostici (psichici e fisici) cui sono sottoposte le persone transessuali, in gran parte ritagliati sulle indicazioni di un'organizzazione privata, l'ONIG (Osservatorio Nazionale sull'Identità di Genere): Izzo contesta l'uso abusivo e discriminatorio della psicoterapia, da lei definita «coatta» imposta nei confronti di persone transessuali, contrariamente ai dettami della moderna psicologia, in quanto, tra l'altro, prolungando di un tempo non quantificabile il percorso diagnostico, è fonte di inutili e spesso insostenibili esborsi economici. A gennaio 2010 si è fatta promotrice della nascita di Crisalide Pangender, associazione nata sulle ceneri di Crisalide AzioneTrans, sciolta formalmente il 1º dicembre 2009; la nuova associazione, riprendendo e ampliando le tematiche della defunta AzioneTrans, indende in primo luogo combattere qualsiasi stereotipo di genere e sessuale, sia sul piano culturale che quello legislativo.

## Attività culturale
Di orientamento sessuale dichiaratamente lesbica, Mirella Izzo ha affrontato tale apparente contraddizione in vari articoli, tendenti a rimarcare la differenza tra identità di genere e orientamento sessuale.
La tematica fu da lei trattata poco dopo il suo percorso di transizione, nel 2001, e in seguito ampliata, anche a spiegazione del fatto che molte persone transessuali, come capitò a lei prima della transizione di genere, provassero attrazione per persone del sesso biologico opposto al proprio.
Più recentemente, il tema è stato ripreso in Translesbismo (2009).
Un altro tema trattato in maniera estensiva è il cosiddetto "transfemminismo", declinato come opposizione al maschilismo di matrice giudeo-cristiana, che vede nell'espressione femminile un motivo di vergogna e isolamento, e che colpisce anche coloro, donne o transgender, che tradiscono il modello femminile a misura dell'uomo.
A latere di tale attività, ha curato anche la redazione di libri, articoli per la stampa (sul quotidiano Liberazione) e la rubrica La posta di Mirella per il sito web di GAY.tv.

## Pubblicazioni
- Mirella Izzo, Tra(n)scritti politici 2000-2007 (My Political Testament), Genova, Mirella Izzo, 2007.
- Mirella Izzo, Translesbismo: istruzioni per l'uso. Il primo libro italiano dedicato alla realtà delle transgender lesbiche, Genova, Mirella Izzo, 2009, ISBN 978-1-4092-1178-5. URL consultato l'8 aprile 2010 (archiviato dall'url originale l'8 dicembre 2009).
- Mirella Izzo, Perpetue Rifrazioni. Poesie del corpo e dell'anima, Genova, Mirella Izzo, 2009, ISBN 978-1-4092-1290-4. URL consultato l'8 aprile 2010 (archiviato dall'url originale l'8 dicembre 2009).
- Mirella Izzo, Manifesto AzioneTrans, Genova, Mirella Izzo, 2009  [2001], ISBN 978-1-4092-1290-4. URL consultato l'8 aprile 2010 (archiviato dall'url originale l'8 dicembre 2009).
- Luisa Stagi, Sebastiano Benasso, Federico Boni, Elena Faccio, Mirella Izzo, Marylinda Pacenti, Valentina Petruzzelli, Irene Rolfin, Lavori in corpo. Pratiche ed estetiche di identità, Roma, Franco Angeli, 2010  [2010].
- Mirella Izzo, Oltre le gabbie dei Generi - Il Manifesto Pangender[collegamento interrotto], i Ricci, Torino, Edizioni Gruppo Abele, ottobre 2012, ISBN 978-88-6579-040-3.